# Aarya (série de televisão)
Aarya é uma série de televisão indiana de drama criminal co-criada por Ram Madhvani e Sandeep Modi, que também dirigiu a série, com Vinod Rawat, servindo como co-diretor. Foi produzida pela Ram Madhvani Films, junto com a Endemol Shine Group, e estrelada por Sushmita Sen no papel principal. O roteiro é baseado na série dramática holandesa Penoza.
As filmagens da primeira temporada começaram em dezembro de 2019 e terminaram em março de 2020, com a série sendo filmada em Mumbai, Jaipur, Udaipur e Palgadh. Aarya foi inicialmente planejada para ser lançada em 29 de março de 2020, mas foi adiado devido ao atraso no trabalho de pós-produção. Foi lançado no Disney+ Hotstar em 19 de junho de 2020. Em julho de 2020, Sushmita Sen e Ram Madhvani anunciaram a segunda temporada da série, que começou a ser gravada em 1º de março de 2021 em Jaipur, mas foi adiada devido à pandemia de COVID-19.
Recentemente, o programa foi nomeado para o Prêmio Emmy Internacional de melhor série dramática de 2021.

## Elenco
- Sushmita Sen[3] como Aarya Sareen
- Chandrachur Singh[4] como Tej Sareen
- Sikandar Kher como Daulat
- Ankur Bhatia como Sangram
- Alexx ONell como Bob
- Namit Das[5] como Jawahar Bishnoi
- Manish Choudhary como Shekhawat
- Viren Vazirani como Veer Sareen
- Virti Vaghani como Arundhati Sareen (Aaru)
- Pratyaksh Panwar como Aditya Sareen (Adi)
- Sugandha Garg como Hina
- Priyasha Bhardwaj como Soundarya
- Sohaila Kapur como Rajeshwari
- Jayant Kripalani como Zorawar
- Maya Sarao como Maya
- Vishwajeet Pradhan como Sampat
- Vikas Kumar como ACP Khan
- Nishank Verma como Ajay
- Jagdish Purohit como Bhairon Singh
- Flora Saini como Radhika "Rads"
- Joy Sengupta como Indrajeet Sarkar
- Gargi Sawant como Pallavi
- Richard Bhakti Klein como Larry

## Prêmios e indicações
| Ano  | Prêmio                  | Categoria              | Indicado | Resultado | Ref   |
| ---- | ----------------------- | ---------------------- | -------- | --------- | ----- |
| 2021 | Emmy Internacional 2021 | Melhor Série Dramática | Aarya    | Pendente  | [ 6 ] |